# Ahmad al-Tifashi
Ahmad al-Tifashi, cuyo nombre completo es Shihab al-Din Abu al-Abbās Aḥmad ibn Yusuf al-Ḳaysi al-Tifachi, (أحمد بن يوسف القيسي التيفاشي), (1184 en Tiffech, una aldea en Souk Ahras en Argelia - 1253 en El Cairo), fue un poeta, escritor y antólogo árabe, mejor conocido por su obra Un paseo de los corazones (نزهة الألباب).

## Semblanza
Se sabe poco de la vida de al-Tifashi. Parece haber vivido principalmente en Túnez, El Cairo y Damasco, aunque es posible que incluso fuera nómada. Era un hombre de gran educación y cultura. Compiló «Un paseo de los corazones», una antología de 12 capítulos de poesías y chistes sobre prácticas eróticas y sexuales, que incluía tanto entradas heterosexuales como homoeróticas, con un sesgo hacia estas últimas.
Una traducción al francés de René R. Khawam, basada en una copia árabe conservada en París, se publicó con el título «Les Délices des cœurs par Ahmad al-Tifachi» (1971 y 1981).
Una traducción académica de Edward A. Lacey de las secciones homoeróticas se publicó en inglés con el título «The Delight of Hearts, or What You Will Not Find In Any Book» (El deleite de los corazones, o lo que no encontrarás en ningún libro) (1988). Esta versión obtuvo un Premio Literario Lambda en 1989.
Al-Tifashi también escribió varios tratados sobre higiene sexual, de los que se conserva la copia de uno de ellos en la Biblioteca Nacional de Medicina de Estados Unidos. Sin embargo, es principalmente conocido por su Lapidario, el tratado árabe medieval más famoso y completo sobre el uso de los minerales. Abarca 25 gemas y minerales con gran detalle, ofreciendo usos medicinales y mágicos para cada uno, así como algunas etimologías de los nombres (Persian. Se conserva en numerosas copias manuscritas y fue utilizado por muchos escritores posteriores.